# Herz Jesu (Eilsleben)

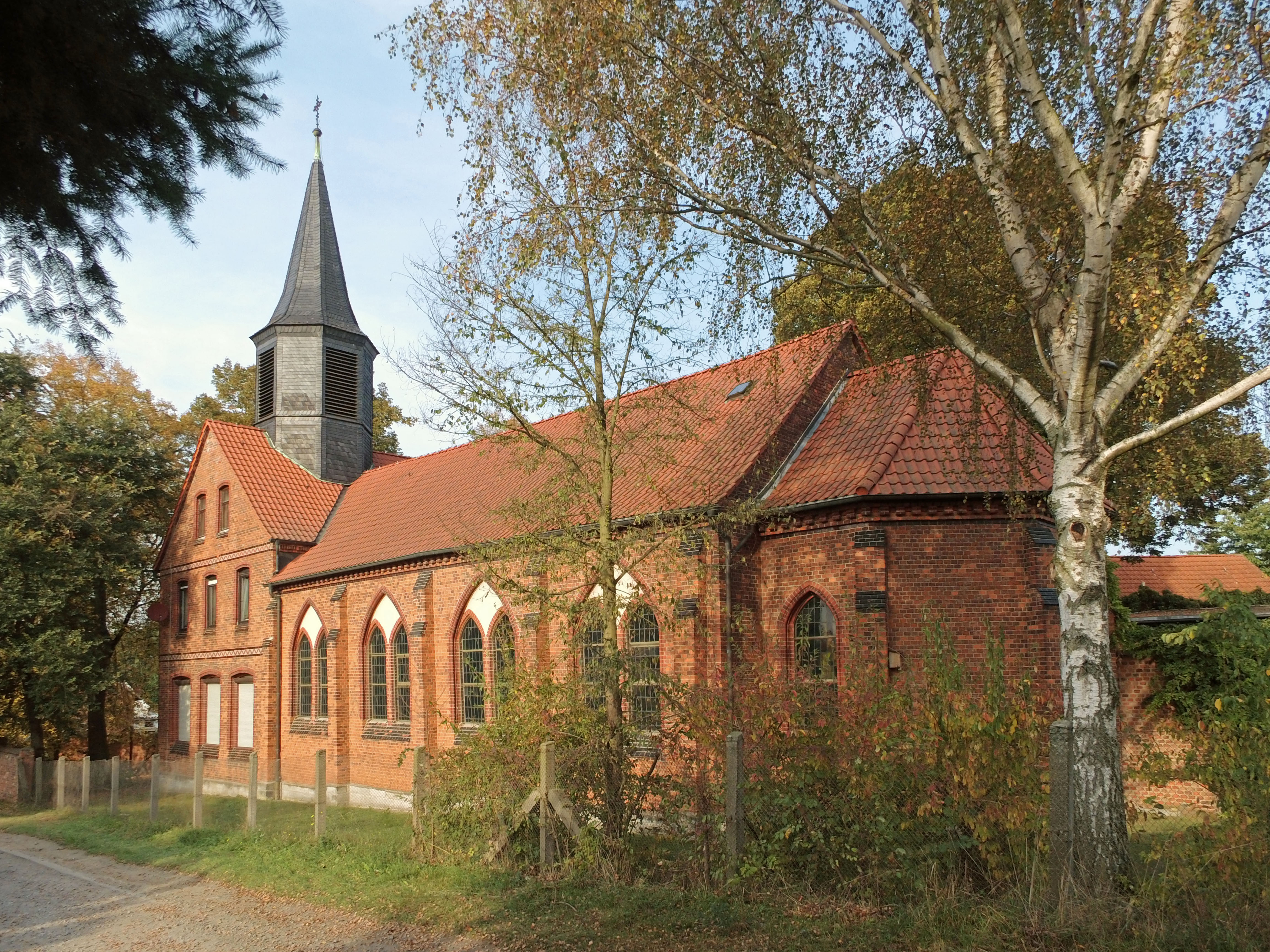
Außenansicht

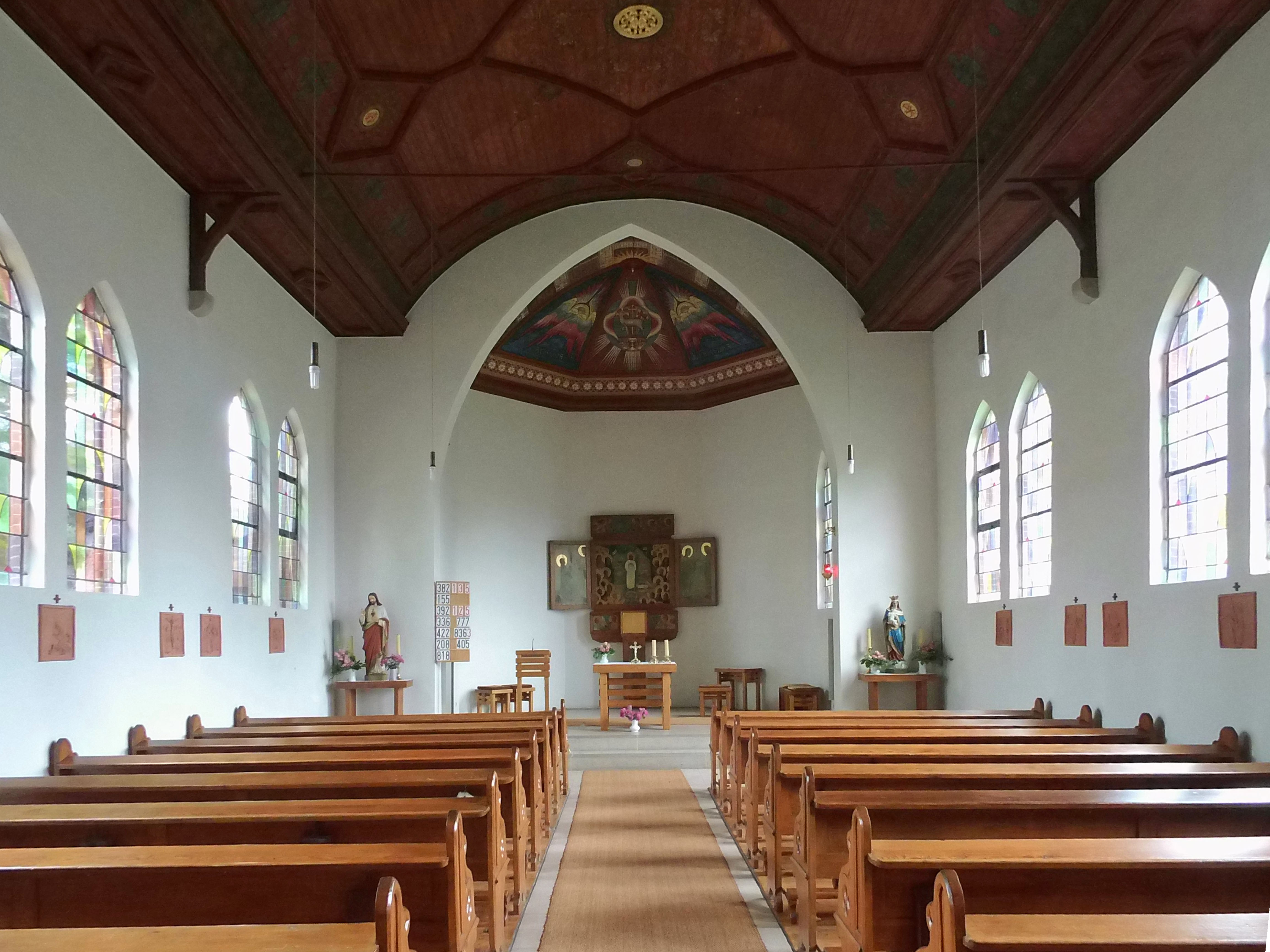
Innenansicht

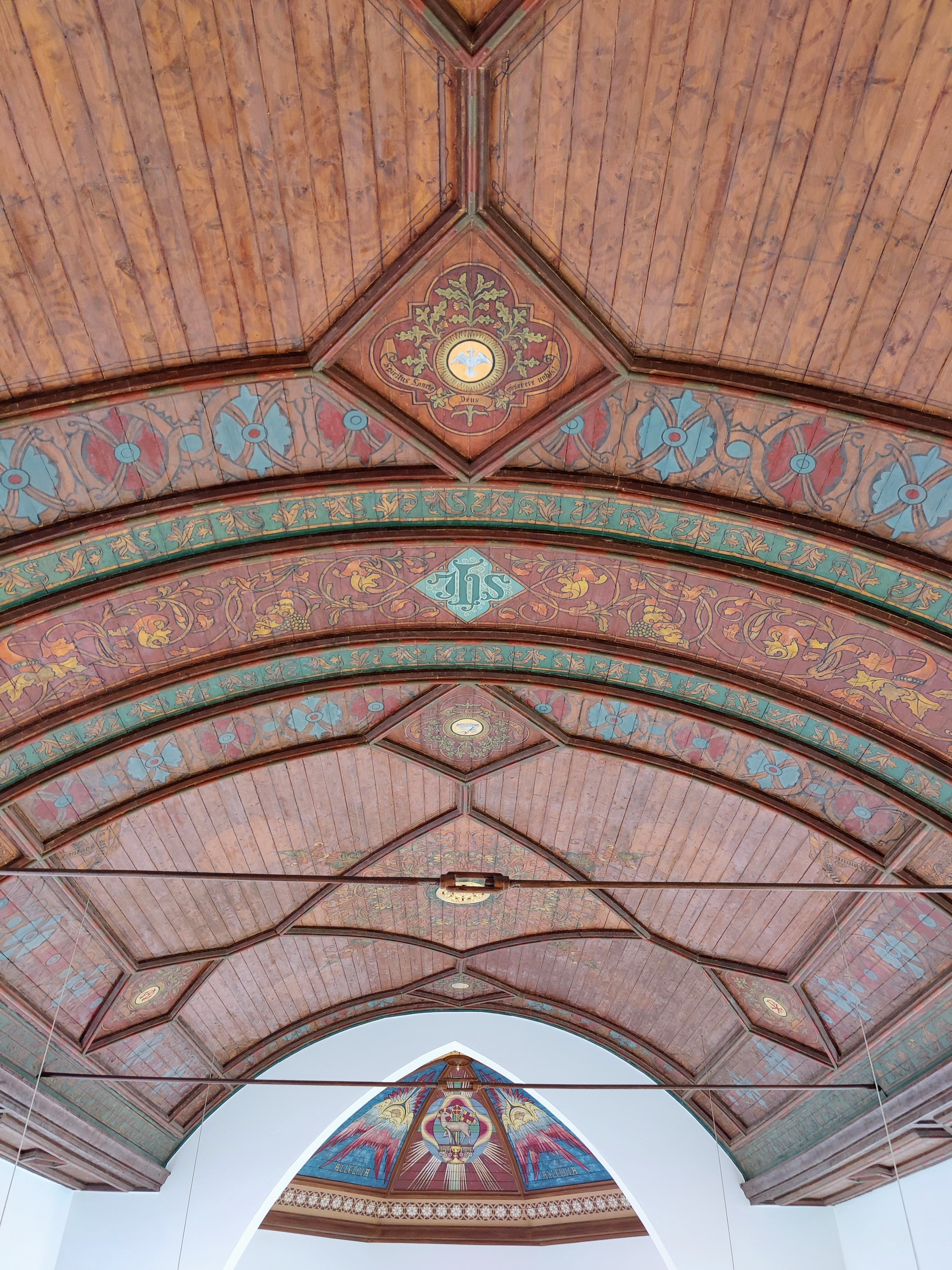
Deckenmalerei

Die Kirche Herz Jesu ist die katholische Kirche in Eilsleben, einer Gemeinde im Landkreis Börde in Sachsen-Anhalt. Sie gehört zur Pfarrei „St. Marien“ mit Sitz in Oschersleben, im Dekanat Egeln des Bistums Magdeburg. Die nach dem Heiligsten Herz Jesu benannte Kirche befindet sich in der Ummendorfer Straße 5 (Ecke Fuchsberg) und ist im Denkmalverzeichnis des Landes Sachsen-Anhalt unter der Erfassungsnummer 094 97187 als Baudenkmal aufgeführt.

## Geschichte
Im 16. Jahrhundert wurde die Bevölkerung im Raum Eilsleben durch die Einführung der Reformation evangelisch-lutherisch.
Erst in der zweiten Hälfte des 19. Jahrhunderts siedelten sich wieder Katholiken in größerer Zahl in Eilsleben an, es handelte sich überwiegend um Saisonarbeiter aus dem Eichsfeld. Später kamen auch Arbeiter aus Polen hinzu. Auch der Bau der Bahnstrecke Braunschweig–Magdeburg und weiterer Nebenstrecken brachte neue Arbeitsplätze nach Eilsleben. Zunächst gehörten sie zur Pfarrei im rund 11 Kilometer entfernten Meyendorf.
Am 21. Juni 1896 erfolgte in Eilsleben die Grundsteinlegung für die die Herz-Jesu-Kirche, am 9. Mai 1897 wurde sie durch den Bischöflichen Kommissar Kaspar Friedrich Brieden eingeweiht. 1898 wurde Eilsleben Sitz einer Missionsvikarie. Hermann Kleine, zunächst Kaplan in Meyendorf, wurde am 22. Mai 1898 in der Herz-Jesu-Kirche als Seelsorger eingeführt und ließ sich in Eilsleben nieder. Sein Seelsorgebezirk umfasste den nördlichen Bereich der Pfarrei Meyendorf. Am 1. September 1911 erfolgte die Errichtung der Filialkirchengemeinde Eilsleben, die weiterhin zur Pfarrei Meyendorf gehörte. Am 1. Dezember 1924 wurde das Dekanat Oschersleben errichtet, dem Eilsleben als Filialgemeinde der Pfarrei Meyendorf zugeordnet wurde.
In Folge des Zweiten Weltkriegs vergrößerte sich die Zahl der Katholiken auch in der Pfarrvikarie Eilsleben durch den Zuzug von Heimatvertriebenen aus den Ostgebieten des Deutschen Reiches. Am 1. Juli 1960 erfolgte die Erhebung der bisherigen
Filialkirchengemeinde Herz-Jesu zu einer eigenen Pfarrei. Seit Anfang der 1990er Jahre ist die Herz-Jesu-Gemeinde durch eine Partnerschaft mit der Kirchengemeinde St. Joseph in Lünen (Erzbistum Paderborn) verbunden. Von 1995 bis 1997 erfolgte eine umfangreiche Renovierung der Kirche, 2009 wurde ihre Orgel renoviert.
Infolge der gesunkenen Katholikenzahlen wurde am 1. September 1996 das Dekanat Oschersleben wieder aufgelöst, seitdem gehörte die Herz-Jesu-Kirche zum Dekanat Egeln, ab dem 1. Juli 1998 zwischenzeitlich zum Dekanat Magdeburg. Am 13. Oktober 2007 wurde der Gemeindeverbund „Eilsleben – Großalsleben – Hadmersleben – Hamersleben – Hötensleben – Klein Oschersleben – Oschersleben – Sommerschenburg – Völpke“ errichtet, zu dem seitdem auch die Herz-Jesu-Kirche gehörte. Damals gehörten zur Kirchengemeinde Eilsleben rund 510 Katholiken. Am 28. November 2010 entstand daraus die heutige Pfarrei „St. Marien“. Die Volkszählung in der Europäischen Union 2011 zeigte, dass von den 3879 Einwohnern der politischen Gemeinde Eilsleben 231, und somit 6 %, der römisch-katholischen Kirche angehörten.

## Architektur und Ausstattung
Die Kirche wurde nach Plänen von Arnold Güldenpfennig, dem Dom- und Diözesanbaumeister des Bistums Paderborn, als Backsteinbau im Stil der Neogotik errichtet. An das Kirchenschiff ist anstelle eines Turmes rechtwinklig ein Pfarr- und Schulhaus angebaut, auf dem sich ein kreuzbekrönter Dachreiter mit drei Glocken befindet. In dieser Bauform entstanden gegen Anfang des 20. Jahrhunderts auch andere Kirchen, wie zum Beispiel Herz Jesu (Atzendorf), St. Norbert (Calbe), Herz Jesu (Gerbstedt), Herz Jesu (Hecklingen), St. Marien (Loburg), St. Josef (Löderburg), Heilig Kreuz (Sandersleben), St. Franziskus Xaverius (Unseburg), St. Paulus (Unterlüß) und Maria Hilfe der Christen (Wietze). Auch die Kirchen St. Elisabeth (Alsleben) und Herz Jesu (Osternienburg) entstanden in ähnlicher Form.
Das Kirchengestühl lässt einen Mittelgang frei und bietet 120 Sitzplätze. Die Deckenmalerei im Kirchenschiff stammt noch aus der Anfangszeit der Kirche, sie wurde später übermalt und bei der von 1995 bis 1997 erfolgten Renovierung wieder freigelegt und restauriert. Der Altarraum wird von einem Flügelaltar dominiert. Der von Meinolf Splett (1911–2009) aus Halle (Saale) gestaltete Flügelaltar befand sich zuvor im ehemaligen Seelsorgehelferinnenseminar in Magdeburg (Oststraße 18). Der Zelebrationsaltar ist ein Werk von Werner Nickel (* 1935) aus Nienburg (Saale). In der Apsis befindet sich eine Lamm-Gottes-Darstellung aus dem Jahre 1927. Links und rechts vom Altarraum befinden sich eine Herz-Jesu-Statue und eine Marienstatue, an den Seitenwänden 14 Kreuzwegstationen. Unter der Orgelempore befinden sich der Taufstein, ein Beichtstuhl, ein Kruzifix und ein kleines Relief mit einer Darstellung des heiligen Antonius von Padua. Ferner eine Pietà zum Gedenken an die Gefallenen, vor der Opferkerzen aufgestellt werden können. Im Kirchhof erinnert ein Missionskreuz an die Volksmission von 1959, ferner befindet sich dort eine kleine Mariengrotte.

### Orgel

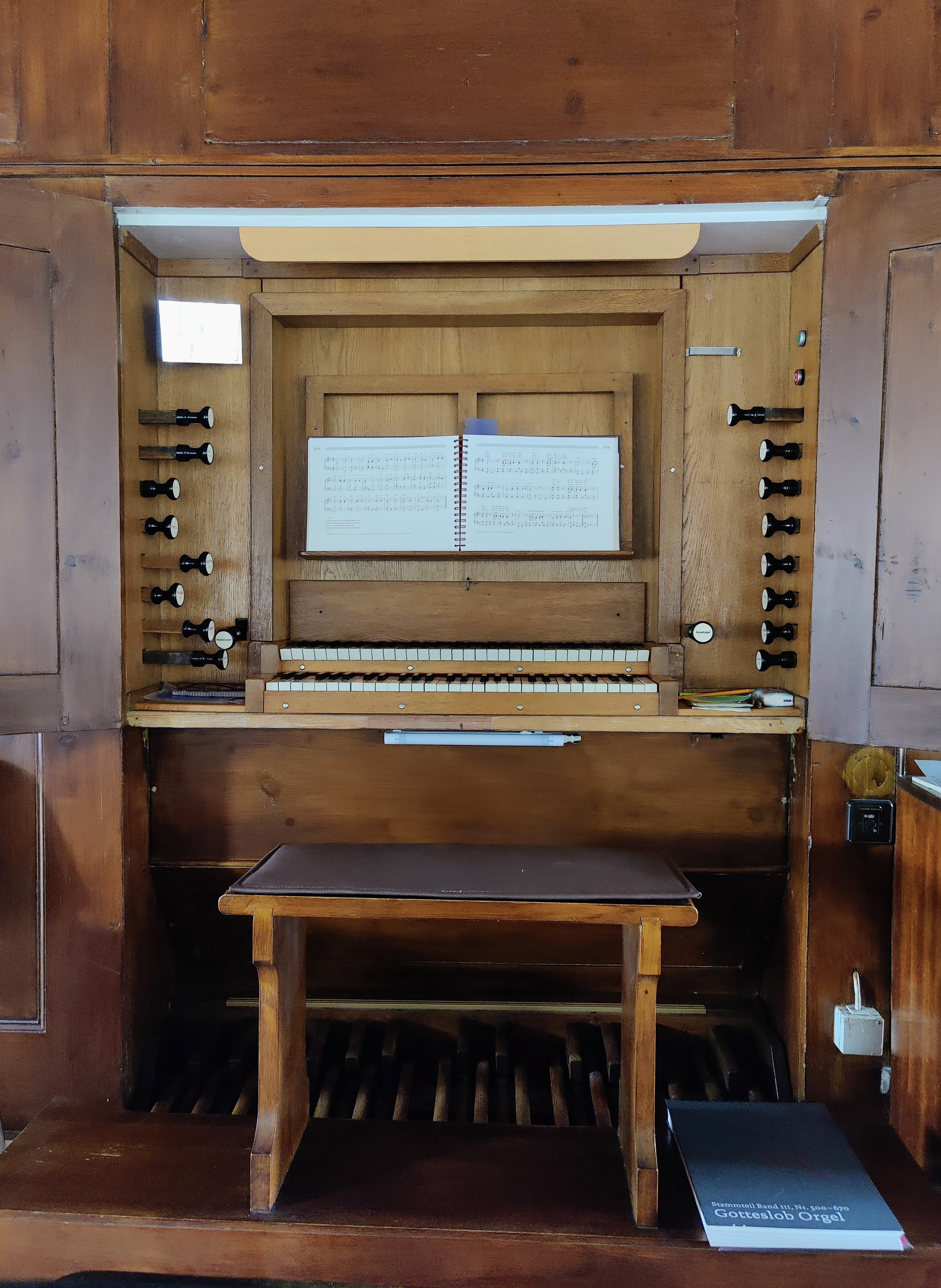
Spielschrank der Orgel

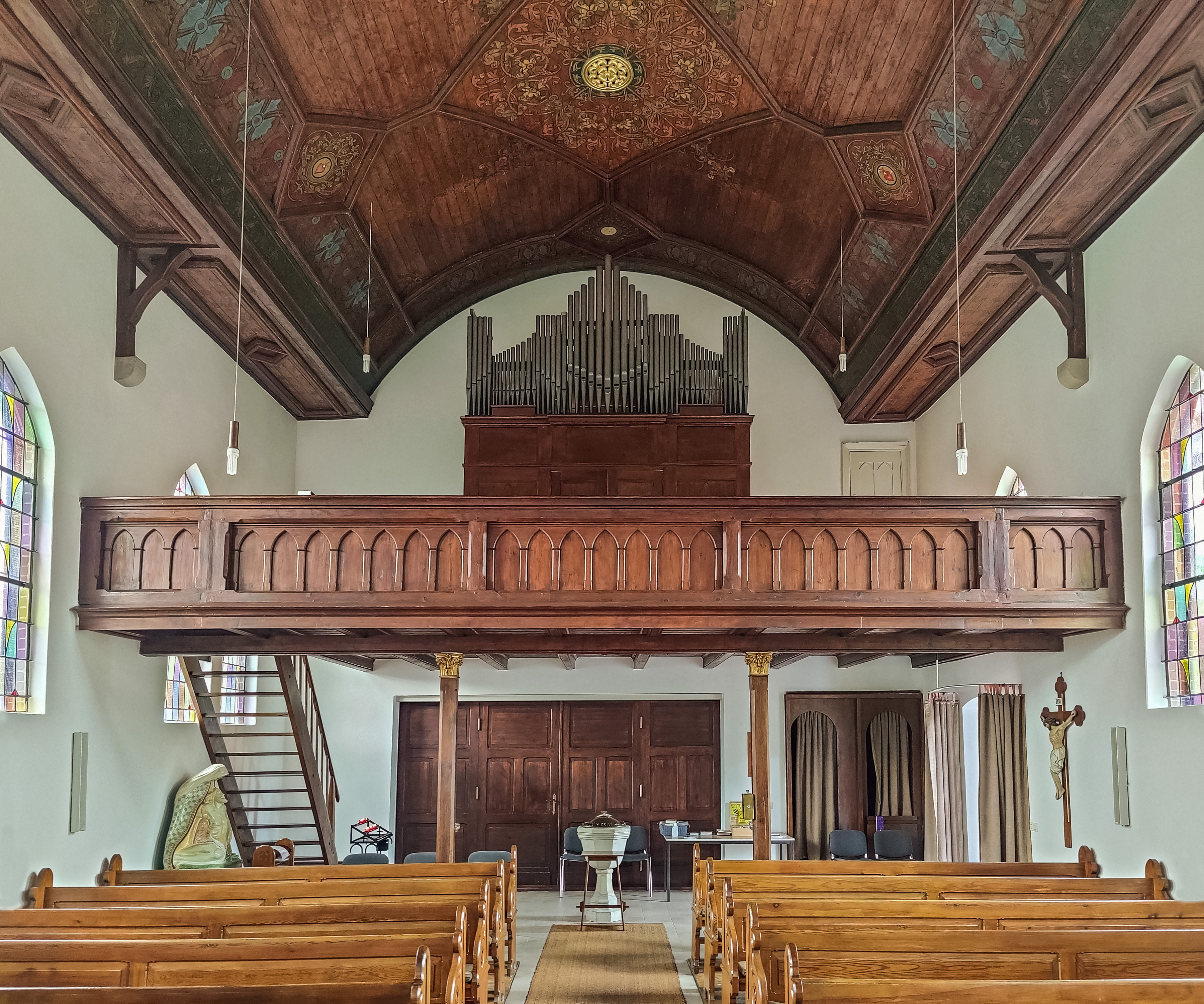
Blick zur Orgel

Das Instrument wurde aus verschiedenen gebrauchten Orgelteilen von der Orgelbauanstalt Rudolf Böhm erbaut, das Erbauungsjahr ist unbekannt. Die Wartung übernahm die Firma Schuster & Sohn durch einen in Eilsleben ansässigen Orgelbauer. Eine Sanierung mit Neuintonation erfolgte 2009 durch Jost Truthmann. Es besitzt 15 Register auf zwei Manualen und Pedal, die Trakturen sind mechanisch. Die Disposition lautet:
| I Hauptwerk C–f3 |    |
| Principal        | 8′ |
| Koppelflöte      | 8′ |
| Octave           | 4′ |
| Koppelflöte      | 4′ |
| Waldflöte        | 2′ |
| Mixtur III       |    |

| II Oberwerk C–f3 |        |
| Gedackt          | 8′     |
| Rohrflöte        | 4′     |
| Nassat           | 2 ⁄3′  |
| Principal        | 2′     |
| Terz             | 1 3⁄5′ |
| Sifflöte         | 1′     |
| Zimbel II        |        |

| Pedal C–d1 |     |
| Subbaß     | 16′ |
| Oktavbaß   | 8′  |

- Koppeln: II/I, I/P, II/P